# Sphenomorphus tonkinensis
Espèce
Sphenomorphus tonkinensis est une espèce de sauriens de la famille des Scincidae.

## Répartition
Cette espèce est endémique du Viêt Nam.

## Étymologie
Son nom d'espèce, composé de tonkin et du suffixe latin -ensis, « qui vit dans, qui habite », lui a été donné en référence au lieu de sa découverte, le Tonkin.

## Publication originale
- Nguyen, Schmitz, Nguyen, Orlov, Böhme & Ziegler, 2011 : Review of the Genus Sphenomorphus Fitzinger, 1843 (Squamata: Sauria: Scincidae) in Vietnam, with Description of a New Species from Northern Vietnam and Southern China and the First Record of Sphenomorphus mimicus Taylor, 1962 from Vietnam. Journal of Herpetology, vol. 45, no 2, p. 145-154.